# Pentatonix
Pentatonix ist eine US-amerikanische A-cappella-Gruppe, bestehend aus Kirstin Maldonado (Mezzosopran), Mitchell Grassi (Tenor), Scott Hoying (Bariton),  Kevin Olusola (Beatbox) und Matt Sallee (Bass).

## Bandgeschichte
Die Geschichte von Pentatonix begann mit den drei Freunden Kirstin Maldonado, Mitch Grassi und Scott Hoying, die zusammen aufwuchsen und die Martin High School in Arlington (Texas) besuchten. Als sie von einer lokalen Radioshow hörten, die einen Wettbewerb veranstaltete, um die Darsteller der Fernsehserie Glee zu treffen, arrangierten sie eine Trioversion des Liedes Telephone von Lady Gaga, die sie als Beitrag einsandten. Obwohl sie den Wettbewerb nicht gewannen, sorgte ihr Video für Aufmerksamkeit an ihrer Schule, an der die Gruppe danach mit ersten Auftritten begann. Nachdem ihre Version von Telephone Aufmerksamkeit auf YouTube gewonnen hatte, coverten sie weitere Lieder, die sie ebenfalls ins Netz stellten.
Hoying und Maldonado machten 2010 ihren Abschluss an der Martin High School, Grassi absolvierte diesen 2011. Hoying ging danach zur University of Southern California (USC), Maldonado belegte an der University of Oklahoma den Studiengang Musicaltheater. Am USC schloss sich Scott Hoying der A-cappella Gruppe SoCal VoCals an. Er erfuhr durch ein anderes Mitglied der Gruppe, Ben Bram (heute auch ihr Arrangeur, Produzent und Tontechniker), von der Casting Show „The Sing-Off“ auf NBC, und wurde ermuntert, für die Show vorzusingen. Er überzeugte Kirstie Maldonado und Mitch Grassi, sich ihm anzuschließen. Jedoch verlangte die Show mindestens vier Mitglieder. Hoying hatte inzwischen Avriel „Avi“ Kaplan, einen A-cappella-Basssänger, kennengelernt. Zudem wurde die Band durch ein YouTube-Video auf Kevin Olusola aufmerksam, in dem er gleichzeitig beatboxt und Cello spielt. Olusola wurde in Pasadena in Kalifornien geboren und hat ein Vordiplom in Medizin an der Yale University erlangt. Er spricht Mandarin-Chinesisch, nachdem er ein Jahr in China studierte.
Die Gruppe traf sich zum ersten Mal einen Tag bevor sie für die Show „The Sing-Off“ vorsangen. Die Band kam erfolgreich durch das Casting und schaffte es schließlich, die dritte Staffel der Show 2011 zu gewinnen. Dabei gewannen sie 200.000 Dollar und einen Plattenvertrag bei Sony. Als Sony's Epic Records die Gruppe nach The Sing-Off aufgab, gründete die Gruppe ihren Youtube-Kanal und vertrieb ihre Musik über ein Label im Besitz von Sony Pictures.
Der Bandname Pentatonix wurde von Scott Hoying vorgeschlagen und basiert auf der pentatonischen Skala, einer Musikskala mit fünf Noten pro Oktave. Die Gruppe fand, dass die fünf Noten der Skala zu ihren fünf Mitgliedern passen. Sie ersetzten den letzten Buchstaben durch ein 'x', um den Namen ansprechender zu machen. Die Gruppe erhält Einfluss durch die Musikrichtungen Pop, Dubstep, Electro, Reggae, Hip-Hop und klassische Musik.
Nachdem es ihnen gelungen war, die Show zu gewinnen, zogen alle Band-Mitglieder nach Los Angeles, um eine Karriere als Unterhaltungskünstler zu beginnen. Das Ziel der Gruppe ist es, die erste Mainstream-a-cappella-Gruppe der Neuzeit zu werden.
Im Januar 2012 begann Pentatonix, Videos mit Coverversionen populärer und klassischer Songs auf YouTube zu veröffentlichen. Einige dieser Coverversionen, darunter Somebody That I Used to Know von Gotye und Kimbra, Gangnam Style von Psy und We Are Young von FUN., erlebten eine virale Verbreitung auf YouTube.
Die erste EP PTX Vol. 1 wurde am 26. Juni 2012 veröffentlicht und debütierte auf Platz 14 in den US Billboard 200 Charts und Platz 5 der Digital Charts. Sie verkaufte sich 20.000 Mal in der ersten Woche der Veröffentlichung. Sie promoteten ihr Album durch Medienauftritte bei Access Hollywood, VH1 The Buzz, Marie und lokalen Fernsehsendungen. Pentatonix traten auch in der chinesischen Version von Sing-Off als Gäste auf, in der Kevin Olusola seine Sprachfertigkeit in Mandarin zeigen konnte.
Pentatonix unternahmen ihre erste nationale Headliner-Tour mit den Gästen Alexander Cardinale und SJ Acoustic Music im Herbst 2012. 
Die Gruppe veröffentlichte ihre Weihnachts-EP, PTXmas am 13. November 2012, die auf Platz 7 der US-Charts kam. 
Die Band schloss am 11. Mai 2013 ihre zweite nationale Headliner-Tour ab. Gleichzeitig schrieben sie mehr eigene Kompositionen für ihre zweite EP, die am 5. November 2013 veröffentlicht wurde.
Die Band hat sich in der Zusammenarbeit mit anderen Künstlern engagiert. Im März 2013 veröffentlichten Pentatonix mit der Violinistin Lindsey Stirling eine Coverversion des Imagine-Dragons-Songs Radioactive, der auf Platz eins der Billboard-Charts in der Kategorie klassischer digitaler Songs debütierte und den ersten Platz bei den YouTube Awards 2013 belegte. Am 23. Juli 2015 erreichte die Single Goldstatus. 2014 entstand unter ihrer erneuten Zusammenarbeit eine Coverversion von Stromaes Papaoutai, die auf dem im gleichen Jahr erschienenen Album PTX, Vol. III veröffentlicht wurde.
Ebenfalls 2014 erschien auf dem Weihnachtsalbum That’s Christmas to Me zusammen mit Tori Kelly ein Mashup aus Don’t Worry, Be Happy und Winter Wonderland. Im Februar 2016 erreichte das Album in den USA Doppelplatinstatus.
Für das Arrangement des Daft-Punk-Medleys auf ihrer PTX-2-EP wurden sie 2015 mit einem Grammy ausgezeichnet. Zudem erhielt es im selben Jahr Goldstatus.
Pentatonix hatte einen Gastauftritt in Pitch Perfect 2 als kanadisches Team beim A cappella World Championship und in der Kinderserie K.C. Undercover des Disney Channels. Kirstin „Kirstie“ Maldonado, Mitch Grassi und Scott Hoying hatten einen Gastauftritt in der Folge Kein Lied mehr für die Leiche (S11E16) der Serie Bones – Die Knochenjägerin.
Das Album Pentatonix ist am 16. Oktober 2015 erschienen. Es gibt auch eine Deluxe Edition, welche 17 Titel beinhaltet.
Das Weihnachtsalbum A Pentatonix Christmas erschien am 21. Oktober 2016, die EP PTX Vol. IV – Classics am 7. April 2017.
Am 12. Mai 2017 kündigte Avriel „Avi“ Kaplan seinen Austritt aus der Band an. Im Oktober 2017 wurde dem Publikum dann Matt Sallee als neuer Bass vorgestellt. Er trat Pentatonix als Bassstimme für die Wintertour 2017 und das neue Album „A Pentatonix Christmas Deluxe“ bei.
Im Februar 2023 wurde Pentatonix mit einem Stern auf dem Hollywood Walk of Fame geehrt.
Von März bis Mai 2023 nahm Pentatonix als California Roll an der neunten Staffel der US-amerikanischen Version von The Masked Singer teil, in der sie den dritten Platz belegten. 2024 erschien auf Netflix der Film „Meet Me Next Christmas“, in welchem die Band zwei Verliebten zu einem „Grand Moment“ verhelfen.

## Diskografie
Studioalben

| Jahr | Titel Musiklabel                                 | Höchstplatzierung, Gesamtwochen, AuszeichnungChartplatzierungen (Jahr, Titel, Musiklabel, Platzierungen, Wochen, Auszeichnungen, Anmerkungen) | Höchstplatzierung, Gesamtwochen, AuszeichnungChartplatzierungen (Jahr, Titel, Musiklabel, Platzierungen, Wochen, Auszeichnungen, Anmerkungen) | Höchstplatzierung, Gesamtwochen, AuszeichnungChartplatzierungen (Jahr, Titel, Musiklabel, Platzierungen, Wochen, Auszeichnungen, Anmerkungen) | Höchstplatzierung, Gesamtwochen, AuszeichnungChartplatzierungen (Jahr, Titel, Musiklabel, Platzierungen, Wochen, Auszeichnungen, Anmerkungen) | Höchstplatzierung, Gesamtwochen, AuszeichnungChartplatzierungen (Jahr, Titel, Musiklabel, Platzierungen, Wochen, Auszeichnungen, Anmerkungen) | Anmerkungen                                                |
| Jahr | Titel Musiklabel                                 | DE | AT | CH | UK | US | Anmerkungen                                                |
| ---- | ------------------------------------------------ | --- | --- | --- | --- | --- | ---------------------------------------------------------- |
| 2014 | PTX RCA Records (Sony)                           | DE34 (4 Wo.)DE | AT20 (12 Wo.)AT | CH27 (3 Wo.)CH | — | — | Erstveröffentlichung: 19. September 2014                   |
| 2015 | Pentatonix RCA Records (Sony)                    | DE38 (1 Wo.)DE | AT14 (11 Wo.)AT | CH24 (2 Wo.)CH | UK18 (4 Wo.)UK | US1 Gold · (30 Wo.)US | Erstveröffentlichung: 16. Oktober 2015 Verkäufe: + 540.000 |
| 2018 | PTX Presents: Top Pop, Vol. I RCA Records (Sony) | DE35 (1 Wo.)DE | AT8 (5 Wo.)AT | CH19 (2 Wo.)CH | UK76 (1 Wo.)UK | US10 (3 Wo.)US | Erstveröffentlichung: 13. April 2018                       |
| 2021 | The Lucky Ones RCA Records (Sony)                | — | — | CH36 (1 Wo.)CH | — | US123 (1 Wo.)US | Erstveröffentlichung: 12. Februar 2021                     |

## Auszeichnungen
- The Sing-Off 2011
- YouTube Play Button in Silber, Gold und Diamant
- Grammy Award 2015 in der Kategorie „Bestes Instrumental- oder A-cappella-Arrangement (Best Arrangement, Instrumental or A Cappella)“ für ihr Daft-Punk-Medley.
- Grammy Award 2016 in der Kategorie „Bestes Instrumental- oder A-cappella-Arrangement (Best Arrangement, Instrumental or A Cappella)“ für ihr Arrangement von „Dance of the Sugar Plum Fairy“
- Grammy Award 2017 in der Kategorie „Beste Countrydarbietung eines Duos oder einer Gruppe (Best Country Duo/Group Performance)“ für „Jolene“ mit Dolly Parton